# Любовта в града
„Любовта в града“ (на италиански: L'amore in città) е италиански антология филм от 1953 година, съдържащ шест отделни части без сюжетна връзка помежду им. Режисиран от Федерико Фелини, Микеланджело Антониони, Алберто Латуада, Карло Лицани, Франческо Мазели, Дино Ризи и Чезаре Дзаватини. Представя се различен аспект на любовта в големия град.

## Сюжет

### „Любовта, която плащате“
В тази част се разказва за жени, на които се налага да проституират в Рим.

### „Опит за самоубийство“
Тази част изследва героите в опитите им за самоубийсто от любов в големия град.

### „Рай за три часа“
Тази част описва обстановката в танцовите зали на предградията, посещавани от млади хора в неделя вечер.

### „Брачна агенция“
Частта показва дейността на брачните агенции.

### „Историята на Катерина“
Частта разказва историята на мизерстваща майка, която от отчаяние е принудена да изостави детето си, след което се разкайва.

### „Италианците гледат назад“
Частта представлява нещо като скрита камера по улиците на Рим, която показва реакциите на мъжете, когато покрай тях преминават хубави момичета.

## Епизоди и режисьори
| Режисьор               | Име                        | Име в оригинал            |
| ---------------------- | -------------------------- | ------------------------- |
| Карло Лицани           | „Любовта, която плащате“   | „Amore che si paga“       |
| Микеланджело Антониони | „Опит за самоубийство“     | „Tentato suicidio“        |
| Дино Ризи              | „Рай за три часа“          | „Paradiso per tre ore“    |
| Федерико Фелини        | „Брачна агенция“           | „Agenzia matrimoniale“    |
| Франческо Мазели       | „Историята на Катерина“    | „Storia di Caterina“      |
| Алберто Латуада        | „Италианците гледат назад“ | „Gli italiani si voltano“ |

## В ролите

### Опит за самоубийство
| Актьор          | Роля  |
| --------------- | ----- |
| Рита Йоса       |       |
| Розана Карта    |       |
| Енрико Пеличия  |       |
| Донатела Марозу | [ 1 ] |

### Рай за три часа
| Актьор       | Роля  |
| ------------ | ----- |
| Луизела Бони | [ 1 ] |

### Брачна агенция
| Актьор            | Роля  |
| ----------------- | ----- |
| Антонио Кифариело |       |
| Ливия Вентурини   |       |
| Мареза Гало       |       |
| Анджела Пиеро     | [ 1 ] |

### Историята на Катерина
| Актьор              | Роля  |
| ------------------- | ----- |
| Катерина Риджолиозо | [ 1 ] |

### Италианците гледат назад
| Актьор         | Роля  |
| -------------- | ----- |
| Мариза Валенти |       |
| Марко Ферери   |       |
| Марио Боноти   | [ 1 ] |